# Growong Lor
Growong Lor is een bestuurslaag in het regentschap Pati van de provincie Midden-Java, Indonesië. Growong Lor telt 6846 inwoners (volkstelling 2010).